# TV 05 Waldgirmes
Der TV 05 Waldgirmes ist ein langjährig bestehender Verein aus Lahnau in Mittelhessen in der Nähe von Wetzlar. Bekannt ist der TV Waldgirmes durch seine erfolgreiche Volleyball-Abteilung. Die erste Männermannschaft spielte 2010/11 und 2014/15 in der Zweiten Bundesliga Süd und aktuell in der Dritten Liga Süd. Die erste Frauenmannschaft stieg 2015 als Vizemeister der Regionalliga Südwest in die Dritte Liga Süd und 2018 in die 2. Bundesliga Süd auf. Daneben gibt es noch weitere Frauen- und Männerteams in unteren Spielklassen sowie Volleyball-Jugendmannschaften. Die Mannschaften tragen ihre Heimspiele in der Halle Lahntalschule in Atzbach aus.
Der TV Waldgirmes hat neben dem Volleyball mit Badminton, Leichtathletik, Tennis, Turnen und Walking noch weitere Sportangebote.